# Vaggerydstravet
Vaggerydstravet är en travbana som ligger i Vaggeryd, cirka 30 kilometer söder om Jönköping i Jönköpings län.

## Om banan
Jönköping-Vaggeryds Travsällskap, ursprungligen bildat år 1972, står bakom landets näst färskaste travbana. Banan på Vaggerydstravet, söder om Jönköping, stod färdig och kunde invigas år 1995. Den mäter 1004 meter runt om, och upploppet är 200 meter långt.
Vaggeryd är den tredje travbanan i Småland – Kalmar och Tingsryd är de två andra.
Vaggerydstravet tävlar främst under sommarhalvåret. En av säsongens höjdpunkter är den V86-kväll banan arrangerar under sommaren. SmålandsMästaren är en annan av de större händelserna på Vaggerydstravet under året.